# Große Fontäne (Herrenhausen)

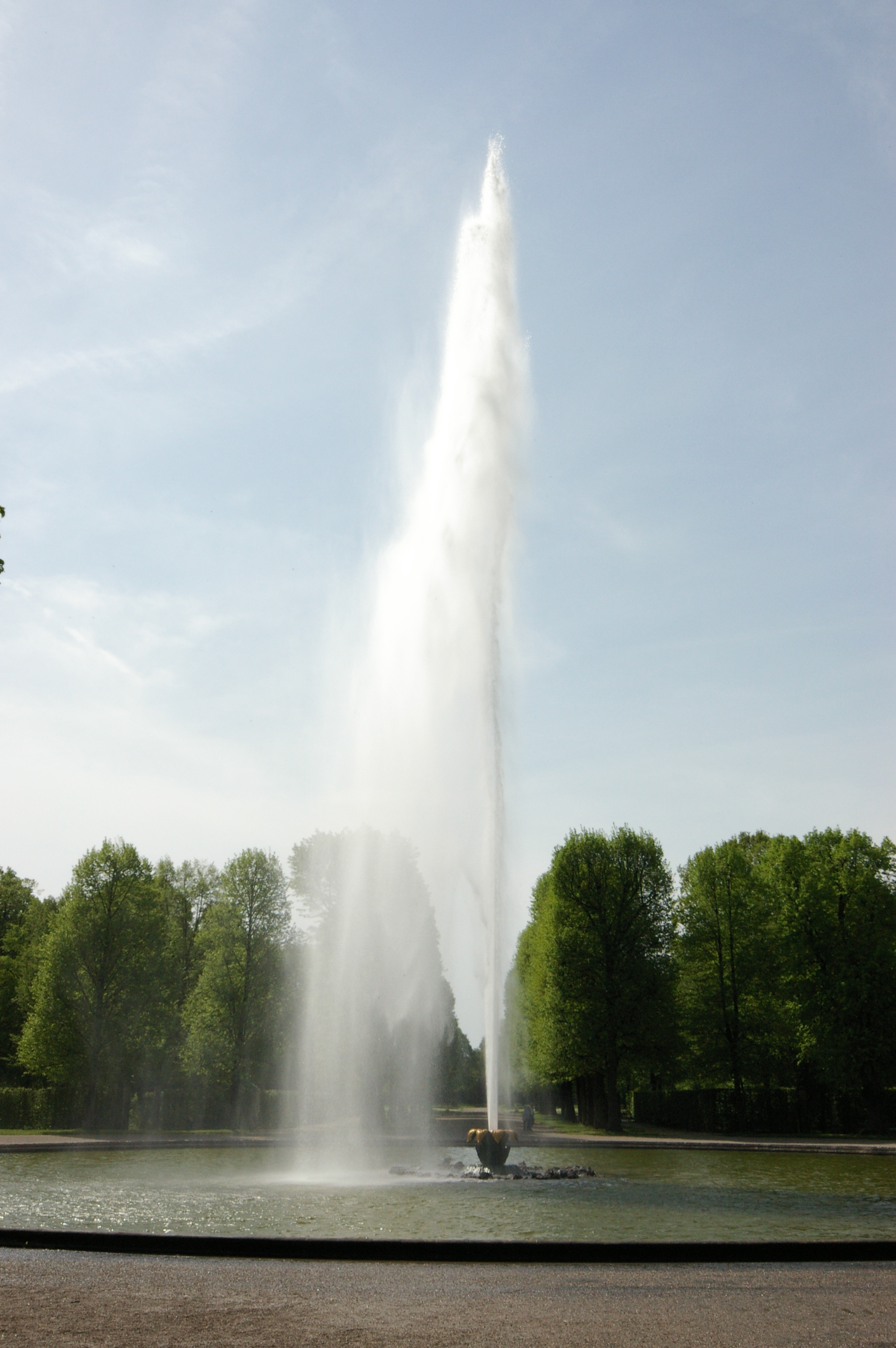
Große Fontäne

Die Große Fontäne befindet sich im Großen Garten im Stadtteil Herrenhausen der niedersächsischen Landeshauptstadt Hannover. Die Fontäne erreicht eine Höhe von rund 70 bis 80 Meter und gehört zu den höchsten in Europa. Seit ihrer regulären Inbetriebnahme 1720 gehört sie zu den Hauptattraktionen des Großen Gartens als einem der bedeutendsten Barockgärten in Europa.

## Lage
Die Großen Fontäne befindet sich in der südlichen Gartenhälfte (auch „Nouveau Jardin“ genannt), die ab 1696 auf geometrischen Grundriss als Boskettgarten angelegt wurde. Der Gartenbereich wird von einer Hauptallee und einer ebenso breiten Querallee in kleinere Gevierte geteilt. Der Schnittpunkt der Alleen in der Mitte des Boskettgartens ist zu einem weiträumigen Sternplatz erweitert, den das Wasserbecken der Großen Fontäne ausfüllt.

## Beschreibung
Das kreisrunde Sandsteinbecken der Fontäne hat einen Durchmesser von über 50 Meter.
Ihr Wasserstrahl erreicht heute bei Windstille eine Höhe von 72 Meter, anderen Angaben zufolge 82 Meter. Das Wasser wird durch einen 4 Millimeter breiten, kreisförmigen Schlitz gepresst, wobei es eine maximale Geschwindigkeit von 140 km/h erreicht. Der Wasserstrahl ist hohl, so dass der stündliche Wasserverbrauch der Anlage nur bei 500 m³ liegt. Seit 1956 versorgt ein elektrisch betriebenes Pumpwerk die Große Fontäne für einen dauerhaften Betrieb mit Grundwasser.

## Geschichte
Mit der Anlage der Großen Fontäne wurde um 1700 begonnen. Kurfürst Georg Ludwig machte das Vorhaben, einen imposanten Springstrahl zu schaffen, zu seinem Prestigeprojekt, das als sichtbarer Beweis seinen Herrschaftsanspruch im Kreis der übrigen deutschen Landesherren legitimieren sollte. Barocke Potentaten waren darum bestrebt, ihren Namen mit einem Aufsehen erregenden Bauprojekt in Zusammenhang zu bringen. Die Herausforderung in Herrenhausen bestand darin, in der Ebene, ohne ein natürliches Gefälle nutzen zu können, einen ausreichenden Wasserdruck zu erzeugen, um eine Fontäne zu betreiben, die es auch mit dem 27 Meter hohen Wasserstrahl des Bassin du Dragon im Park von Versailles aufnehmen konnte. Georg Ludwig wählte nicht ein baukünstlerisches Vorhaben, sondern ein Projekt, das nur durch den Einsatz innovativer Technik realisierbar war und das ihn als modernen, zukunftsorientierten Herrscher erscheinen ließ. Die Wahl der südlichen Gartenhälfte ermöglichte es, die Fontäne als absolutistisches Herrschersymbol zu inszenieren. Ihr Wasserstrahl, der die Schwerkraft und damit die Natur bezwingt, versinnbildlicht Macht. Die Fontäne bildet das Zentrum des geometrisch gestalteten Gartens und dominiert ihn gleich dem Fürsten, der im Mittelpunkt eines geordneten Staatswesen steht und dieses beherrscht. Da der Springstrahl nur zu besonderen Anlässen in Betrieb genommen werden sollte, um dann alle Blicke auf sich zu ziehen, glich er dem Erscheinen des Herrschers im Kreis der Hofgesellschaft.

### Inbetriebnahme und technische Verbesserung der Großen Fontäne
Als ersten Schritt zum zeitgemäßen Ausbau der Herrenhäuser Wasserspiele legte Pierre La Croix, der 1700 nach dem Tod des Fontänenmeisters Pierre Denis aus Paris nach Hannover geholt wurde, das runde Sandsteinbecken für die Große Fontäne an. Die ingenieurtechnische Realisierung des Projekts gestaltete sich schwieriger als erhofft. Eine 1706 vor den Toren von Hannover am Fluss Leine angelegte und mit Wasserrad betriebene konventionelle Pumpenanlage erwies sich als zu ineffizient, um eine hohe Fontäne zu betreiben. Kurfürst Georg Ludwig hoffte, dass womöglich der Einsatz von Dampfmaschinen eine befriedigende Lösung bringen werde. Durch seine Anwärterschaft auf den englischen Thron wurden die Kontakte mit England immer stärker. Ab 1706 bemühte sich der deutsch sprechende, politisch ambitionierte englische Kleriker und Amateurarchitekt William Benson um die Gunst des künftigen Königs. Nach der Thronbesteigung (1714) exponierte sich Benson als Erfinder von Wassermaschinen. König Georg I. schenkte ihm Vertrauen, ließ Bensons Angaben aber 1717 durch den Maschinendirektor Bernd Ripking und den besten kurhannoverschen Bergbauingenieur überprüfen. Diese hielten die in England gesehenen Konstruktionen, zu denen auch dampfbetriebene Pumpenanlagen in den Bergwerken Cornwalls gehörten, für den Einsatz in Herrenhausen für geeignet. Darüber hinaus erhoffte man sich mit dem Bau grundlegende technische Kenntnisse zu erlangen, die für die Trockenlegung der Bergwerke im Harz genutzt werden sollten.

### Erstes hölzernes Maschinenhaus
1718 beauftragte Georg I. Benson gegen ein Honorar von 20.000 Reichstalern mit der Anlage einer Wassermaschine mit zugehörigem Stauwehr in der Leine südwestlich des Großen Gartens. Damit kam nach über zwanzig Jahren ein dem Leibnizschen Lösungsansatz teilweise vergleichbarer Vorschlag zur Ausführung. Benson erwies sich dabei aber weniger als Erfinder denn als geschickter Makler, der Fachleute zur Durchführung der für das 18. Jahrhundert ingenieurtechnischen Großleistung aus England nach Hannover holte. Zunächst kam der Mechaniker Joseph Andrews. Ihm folgten der Zimmermeister Joseph Cleeves und neun weitere Handwerker. Das Königshaus stellte zumeist Soldaten als Arbeitskräfte zur Verfügung. Im März 1718 begannen die drei Jahre dauernden Ausschachtungsarbeiten für den knapp 900 Meter langen, hinter der geplanten Wassermaschine gelegenen Abflusskanal (heute: Ernst-August-Kanal). Vier Monate später starteten die Arbeiten am 52 Meter langen, quer zur Strömung liegenden hölzernen Stauwehr. Es sollte den Fluss 3,20 Meter hoch stauen. Zur Regulierung des Wasserstandes erhielt es 46 hölzerne Schütze, die von einem Fußgängersteg aus bedient werden konnten. Das in Fachwerk erbaute Maschinenhaus war Kern der Anlage. Es beherbergte fünf Wasserräder mit einem Durchmesser von 9,4 Metern und sogenannten „Kehrschlössern“ zum Antrieb von 40 Druckpumpen. Drei der Räder sollten die Pumpen für die Große Fontäne antreiben, zwei waren für den Betrieb der älteren, kleinen Wasserspiele vorgesehen, die weiterhin über die alten Wasserreservoirs versorgt werden sollten. Für die Druckleitung zur Fontäne verwendete man erstmals in Herrenhausen gusseiserne, dem hohen Druck standhaltende Rohre. Um die Anlage zu steuern, konnte vom begehbaren Dach des Maschinenhauses aus der Sichtkontakt zur Großen Fontäne und zum Schloss gehalten werden. Am 21. September 1719 fand im Beisein des Königs und des Hofstaats ein Probelauf der drei fertiggestellten Wasserräder statt. Statt der erhofften 20 Meter war der Wasserstrahl der Fontäne jedoch nur enttäuschende 5 Meter hoch.
Um einen Prestigeverlust zu vermeiden, setzte man alles an eine Behebung der Mängel. Der an den Pumpenanlagen der Harzer Bergwerke tätige Maschinendirektor Bartels und der hannoversche Hofbauschreiber Jungen ließen den 550 Meter langen Röhrenstrang durch eine doppelte Bleileitung größeren Durchmessers ersetzen, die beiden fehlenden Wasserräder fertigstellen und mit aus Kanonenmetall gefertigten Pumpen versehen. Der aus einer Hugenotten-Familie stammende Gelehrte und Mitglied der Royal Society John Theophilus Desaguliers (1683–1744) erkannte als weiteren Fehler, dass das Verbindungsrohr zum Bassin nicht gekrümmt, sondern rechtwinklig gebogen war. Im September 1720 erreichte der Strahl der Großen Fontäne bei Windstille sowie unter Einsatz aller Wasserräder und Pumpen die Höhe von 35 Metern: König Georg I. hatte nun den kräftigsten Springstrahl aller europäischen Höfe. Für die Große Fontäne beliefen sich die Ausgaben auf insgesamt 220.000 Reichstaler, eine Summe, die vergleichbar ist mit den 230.000 Talern Baukosten der Dresdner Frauenkirche (1726–1734).
Joseph Cleeves und sein Sohn John wurden als Maschinenmeister angestellt, um die Funktionalität der anfälligen Anlage auf Dauer zu gewährleisten. In den Folgejahren wurde die Wasserkunst zu einer dauerhaften Konstruktion ausgebaut. Unter anderem wurden 1742 zwei noch mit Pfählen eingefasste Radkammern der Wassermaschine durch den Hofarchitekten Johann Paul Heumann mit Grundmauern aus Sandsteinquadern befestigt. Sie sind die einzigen erhaltenen Spuren der alten Wassermaschine. Ebenfalls 1742 wurde die seit 1717 bestehende Unterbrechung des Schiffsverkehrs auf der Leine durch den Bau einer provisorischen Holzschleuse aufgehoben. 1766 folgte der Bau der noch erhaltenen massiven Kammerschleuse, die nun den umfangreichen Frachtschiffverkehr über den Abflusskanal ermöglichte. In der zweiten Hälfte des 18. Jahrhunderts konzentrierte sich Pflege und Unterhalt auf die Wassermaschine und die Große Fontäne, die sich als besondere Sehenswürdigkeit etabliert hatte. Die anderen Wasserspiele des Großen Gartens wurden vernachlässigt.

### Neues Maschinenhaus

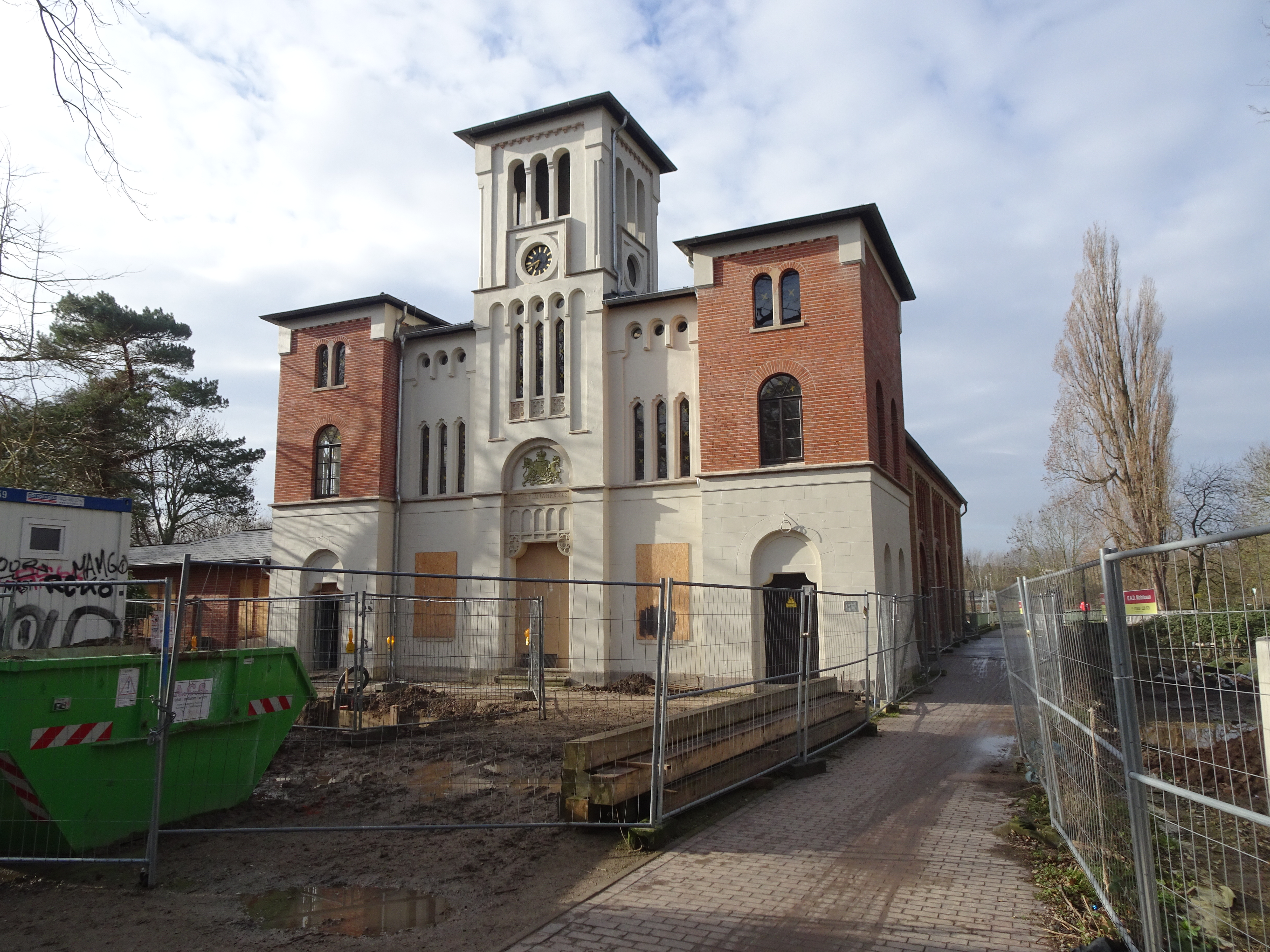
Pumpenhaus der Wasserkunst Herrenhausen von 1862

Mitte des 19. Jahrhunderts wurde mit der Leistungssteigerung der Großen Fontäne begonnen, um sie wieder zur weltweit höchsten zu machen. 1856 verkürzte der Hofbauinspektor Richard Auhagen daher die Leitungsführung und ersetzte die Blei- durch Gusseisenrohre. Ohne Veränderungen an der Wassermaschine erreichte der Springstrahl nun eine Höhe von 44 Metern. Um mit Konkurrenz mitzuhalten, beauftragte König Georg V. den Baurat Heinrich Hagen 1861 mit dem Entwurf einer neuen, immer noch wassergetriebenen Pumpmaschine. Die neuen Pumpen stellte die Egestorffsche Maschinenfabrik in Linden her. Aufgrund des technischen Fortschritts genügte nun der Antrieb durch zwei Räder mit 8 Metern Durchmesser. Das neue, 1862 außerhalb des Großen Gartens erbaute Maschinenhaus der Wasserkunst Herrenhausen entwarfen Hofbaurat Georg Heinrich Schuster und Hofbauinspektor Richard Auhagen. Mit der 1863 fertiggestellten Anlage erreichte die Große Fontäne mit der Pumpleistung eines Wasserrads die Höhe von 45 Metern. Unter Betrieb beider Räder förderten die Pumpen 400.000 Liter Wasser pro Stunde, die dazu ausreichten, den Strahl auf 67 Meter hochzutreiben, womit die Große Fontäne zur zweithöchsten Gartenfontäne Europas wurde. Die als Wasserkunst bezeichnete Pumpmaschine ist heute technisches Denkmal und wird funktionsfähig gehalten. Es reguliert den Wasserspiegel der Graft.